# Лаупен (округ)
Лаупен (нем. Laupen (Bezirk)) — бывший округ в Швейцарии, с 2010 года вошёл в состав округа Берн-Миттельланд. Центр округа — город Лаупен.
Округ входил в кантон Берн.

## Коммуны округа
| Герб           | Коммуна        | Население (2007) | Площадь км² | Официальный код |
| -------------- | -------------- | ---------------- | ----------- | --------------- |
| Клавалейр      | Клавалейр      | 51               | 1,0         |                 |
| Ференбальм     | Ференбальм     | 1269             | 9,2         |                 |
| Фрауэнкаппелен | Фрауэнкаппелен | 1277             | 9,3         |                 |
| Голатен        | Голатен        | 297              | 2,8         |                 |
| Гурбрю         | Гурбрю         | 249              | 1,8         |                 |
| Крихенвиль     | Крихенвиль     | 398              | 4,8         |                 |
| Лаупен         | Лаупен         | 2792             | 4,1         |                 |
| Мюлеберг       | Мюлеберг       | 2729             | 26,3        |                 |
| Мюнхенвилер    | Мюнхенвилер    | 406              | 2,5         |                 |
| Нойенег        | Нойенег        | 4588             | 22,0        |                 |
| Вилерольтиген  | Вилерольтиген  | 401              | 4,1         |                 |
|                | Итого (11)     | 14 457           | 87,9        |                 |